# Car of the Century

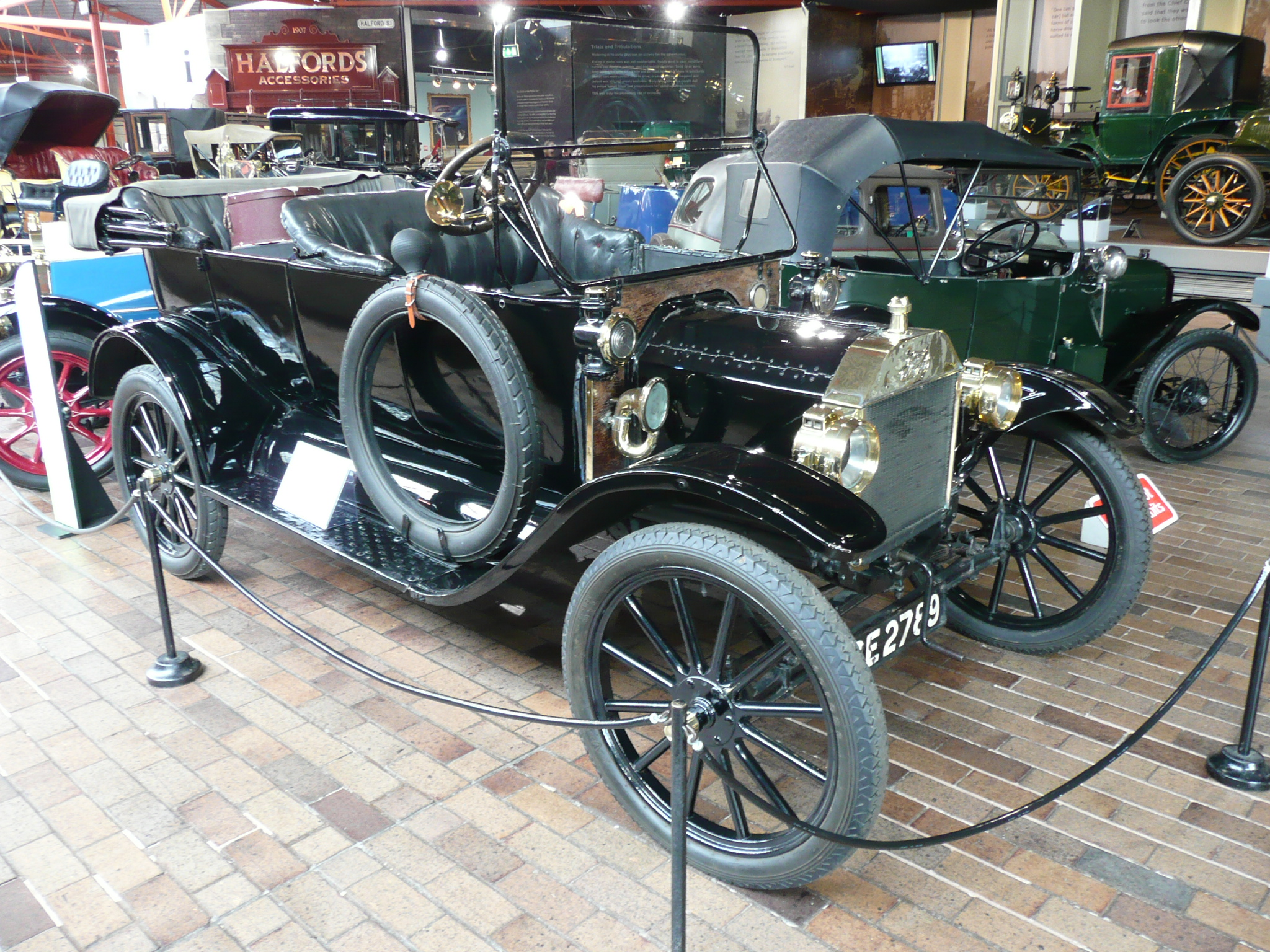
Första plats: Ford Model T.

Car of the Century (COTC) var en internationell utmärkelse som tilldelades den personbil som bedömdes vara 1900-talets mest inflytelserika bil. Valprocessen hanterades av Global Automotive Elections Foundation. Vinnaren, Ford Model T, tillkännagjordes den 18 december 1999 i Las Vegas, Nevada, USA.